# Zolof the Rock & Roll Destroyer
Zolof the Rock & Roll Destroyer (oftmals nur Zolof) ist eine Powerpop-Band, welche ihre Herkunft, aufgrund der Kernmitglieder der Band, Vince Ratti, Rachel Minton und Anthony Green, in Philadelphia, Pennsylvania hat. Ihre Musik ist typisch für das Pop-Rock-Genre und stark beeinflusst durch Popmusik. Die Mitglieder der Band bezeichnen ihre Musik als „spunk rock“ wegen der fröhlichen und einfachen Texte, ebenso aufgrund der einprägsamen Rhythmen.
Die Band nahm 2006 am Mountain Dew Circuit Breakout challenge auf MTV2 teil, wurde jedoch von der kalifornischen Band Halifax geschlagen. 2007 folgte die Split-EP Duet All Night Long mit Reel Big Fish, auf dem sich gecoverte Songs befinden.

## Diskografie
- Zolof the Rock and Roll Destroyer (LP) (2002)
- Jalopy Go Far (LP) (2003)
- The Popsicle EP (EP) (2004)
- Unicorns, Demos, B-Sides, And Rainbows (Self Released) (2005)
- „Set the Ray to Jerry“
  - Set the Ray to Jerry – Single (2005) iTunes Music Store exclusive
  - The Killer in You (2006) The Smashing Pumpkins tribute compilation
- Duet All Night Long (Split with Reel Big Fish) (2007)
- Schematics (2007)